# Centres nationaux d'études et de recherches appliquées
Le sigle CNERA désigne en France les Centre nationaux d'études et de recherches appliquées qui sont établis au sein de l'Office national de la chasse et de la faune sauvage (ONCFS, créé en 1985 et faisant suite à l'ONC). 
Chaque CNERA est spécialisé dans l'étude d'un groupes d'espèces dite gibier avec comme son nom l'indique une priorité à la recherche appliquée, pour répondre aux besoins d'études des sociétés de chasse et des fédérations de chasse.

## Les CNERAs (thématiques)
Il existe 5 centres nationaux d’étude et de recherche appliquée, travaillant sur les domaines cynégétique suivants :
1. Avifaune migratrice (Bécasse, Bécassine, anatidés etc.) ;
2. Cervidés et sanglier ;
3. Faune de montagne ;
4. Petite faune sédentaire de plaine ;
5. Prédateurs et animaux « déprédateurs », dégâts du gibier.

## Gouvernance
Les Centres nationaux d'études et de recherches appliquées sont sous tutelle de l'ONCFS, lui-même sous la double tutelle du ministère de l'Écologie, du Développement durable, des Transports et du Logement et du ministère de l'Agriculture. 
L'ONCFS commande aux CNERAs des études relatives à leurs thèmes respectifs de compétence, éventuellement en lien avec l'AFSSA, le Réseau SAGIR, le LERPA de Malzéville (Laboratoire d'études sur la rage et la pathologie des animaux sauvages) et divers laboratoires spécialisés, pour des études sur des thèmes particuliers, via des « Conventions de recherche ».

## Missions
Les CNREA contribuent à l'une des missions de l'ONCFS qui est la connaissance de la faune sauvage et de ses habitats, 
Chaque CNERA encadre, accompagne ou produit des travaux de recherches sur la biologie des populations, les dynamiques de populations la génétique des populations, les conditions de migration aviaire, les facteurs d'expansion, ou de régression des espèces et populations qui le concernent, les causes des nombreux échecs de tentatives de repeuplement des zones agricoles en "petit gibier", ainsi que sur les modes et moyens de gestion cynégétique (pour les espèces chassées), les modes de gestion et gestion restauratoire des habitats faunistiques et floristiques (quand ces derniers conditionnent la survie des espèces fauniques ciblées par le CNERA) ;